# Hannah Montana 3
Hannah Montana 3 este al patrulea album de studio al Hannei Montana. Acesta a fost lansat în vara anului 2009. Opt discuri single au fost extrase de pe album. Piesa "He Could Be The One" a ajuns pe poziția cu numărul 10 în clasamentul Billboard Hot 100. Melodiile "Let's Get Crazy" și "Let's Do This" sunt promovate și pe Hannah Montana: The Movie. La început trebuia ca Hannah Montana 3 să aibă 13 piese, dar s-a renunțat la "Us Isn't Us Whitout You" și "Are You Ready? (Superstar)". Tema muzicală, "The Best of Both Worlds 2009 Movie Mix" nu se regăsește pe acest album.